# مریم متجلی (اورسولین)
قدیس مریم متجلی، اویواس (۲۸ اکتبر ۱۵۹۹–۳۰ آوریل ۱۶۷۲) یک راهبه اورسولین از فرقه فرانسوی بود. به عنوان بخشی از گروه راهبه‌هایی که برای ایجاد نظم اورسولین به فرانسه جدید اعزام شدند، مریم در گسترش کاتولیک در فرانسه جدید بسیار مهم بود. علاوه بر این، وی به دلیل تأسیس اولین مدرسه دخترانه در دنیای جدید اعتبار یافته‌است. به دلیل کار او، کلیسای کاتولیک او را مقدس اعلام کرد، و کلیسای آنگلیکان کانادا با یک شادروز آن را جشن می‌گیرد.